# Surat Thani

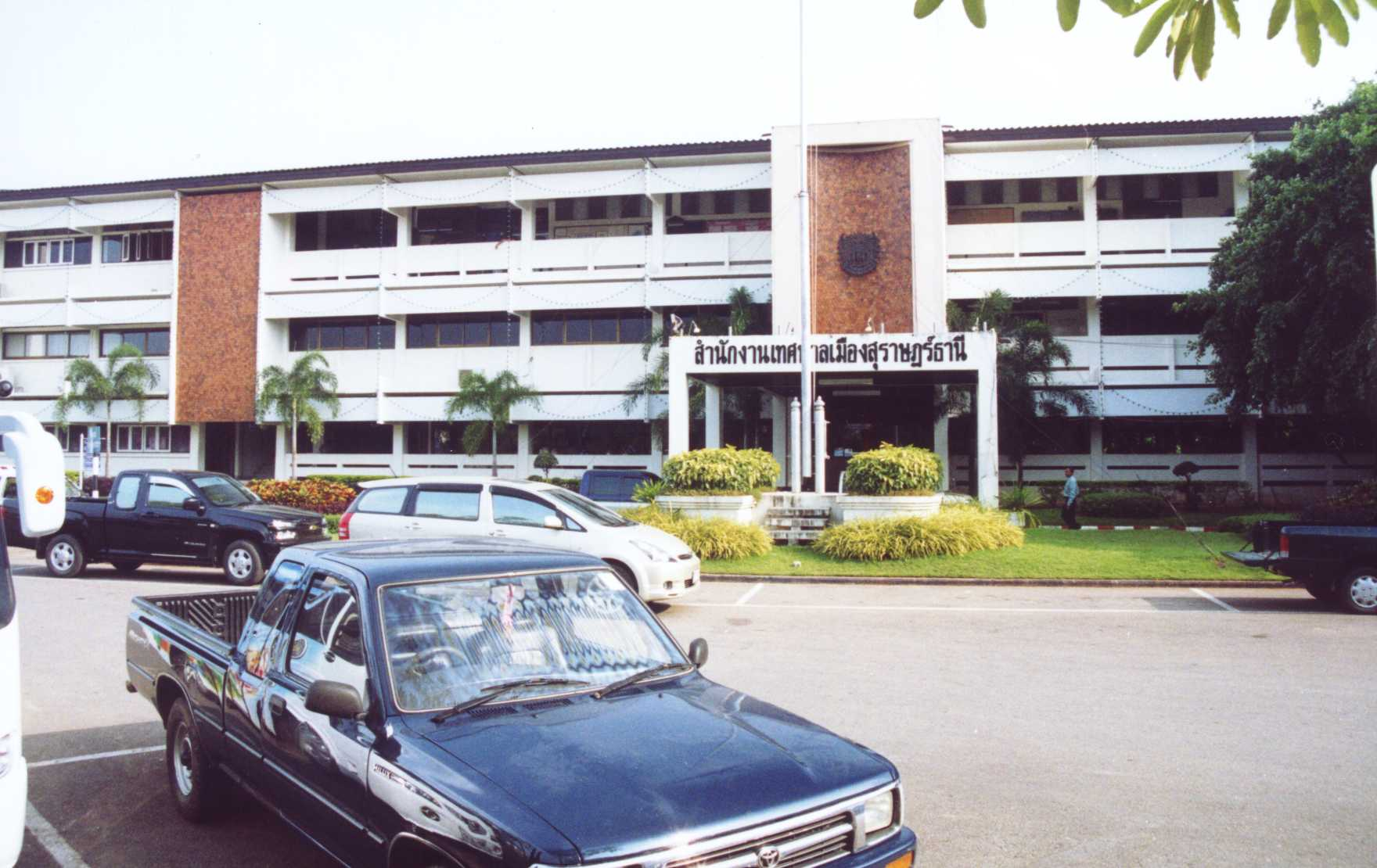
Sitz der Stadtverwaltung von Surat Thani

Surat Thani (in Thai สุราษฎร์ธานี) ist eine Großstadt (เทศบาลนครสุราษฎร์ธานี) in der thailändischen Provinz Surat Thani. Sie ist die Hauptstadt des Landkreises (Amphoe) Mueang Surat Thani der Provinz Surat Thani.
Surat Thani hat 126.131 Einwohner (Stand: 2012).

## Geographie
Die Provinz Surat Thani liegt in der Südregion von Thailand.
Die Stadt Surat Thani liegt an der Ostküste an der zum Golf von Thailand gehörigen Bucht von Bandon inmitten einer fruchtbaren Ebene an der Mündung des Flusses Tapi. Die Entfernung zur Hauptstadt Bangkok beträgt ungefähr 640 Kilometer.
Die Stadt Surat Thani ist für die meisten Touristen nur eine Station auf dem Weg zur Ferieninsel Ko Samui.

## Wirtschaft und Bedeutung
Surat Thani ist das Zentrum für Bergbau und Holzhandel. Der Hafen bildet den Ausgangspunkt für regen Fischfang. Berühmt sind die Kokosnuss-Plantagen, auf denen abgerichtete Affen die Nüsse herausdrehen und von den Bäumen herabwerfen. Seit 1969 ist Surat Thani Sitz des römisch-katholischen Bistums Surat Thani, das für etwa 6000 katholische Christen in Südthailand zuständig ist.

## Verkehr
Westlich der Stadt befindet sich der Flughafen Surat Thani (Thai: ท่าอากาศยานสุราษฎร์ธานี, IATA-Flughafencode: URT, ICAO-Code: VTSB).
Der Bahnhof Surat Thani an der Südbahn, die Bangkok mit Malaysia verbindet, befindet sich etwa 15 km von der Stadt entfernt im Nachbarkreis Phunphin.
Östlich der Stadt liegt der Hafen, von dem aus Schiffe zu den Touristeninseln Ko Samui, Ko Pha-ngan und Ko Tao übersetzen. Daher ist Surat Thani neben Chumphon ein beliebter Umsteigepunkt zu den Inseln im Golf von Thailand für budget-orientierte Reisende, die mit Bus oder Bahn aus Bangkok anreisen.

## Geschichte
Die Gegend um Surat Thani ist schon seit Urzeiten besiedelt, wie altsteinzeitliche Werkzeugfunde belegen. Die kleine Stadt (Müang) Chaiya nicht weit von Surat Thani war eine wichtige Stadt des Reiches Srivijaya, möglicherweise gar zeitweise die Hauptstadt.
Ihren heutigen Namen erhielt die Stadt Surat Thani 1915 von König Vajiravudh (Rama VI.), er bedeutet übersetzt etwa Stadt der guten Menschen, da die Bewohner sehr gläubige Buddhisten waren.

## Sehenswürdigkeiten
- Wat Dai Dhammaram (วัดไตรธรรมาราม) – mäßig interessante Tempelanlage (Wat) aus neuerer Zeit mit einem hohen Viharn, dessen Giebel reich mit farbenfrohem Schnitzwerk verziert sind.
- Khao Tha Phet – ein Berg südlich der Stadt, der als Wildreservat geschützt ist. Von dort gibt es eine gute Aussicht über die Stadt. Auf dem Gipfel befindet sich auch die 1957 erbaute Stupa Si Surat.

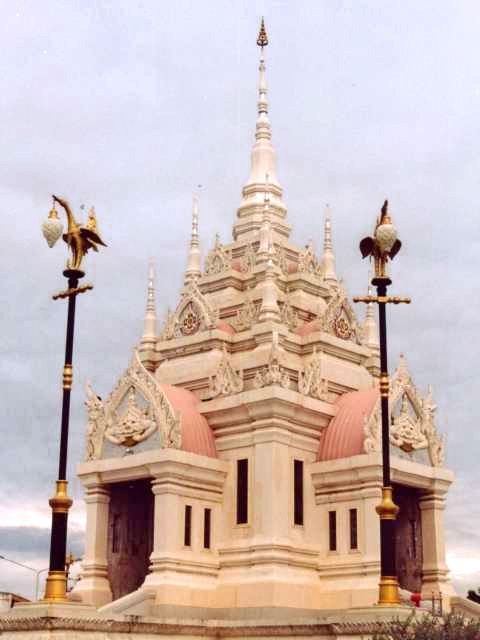
Lak-Müang-Schrein in Surat Thani
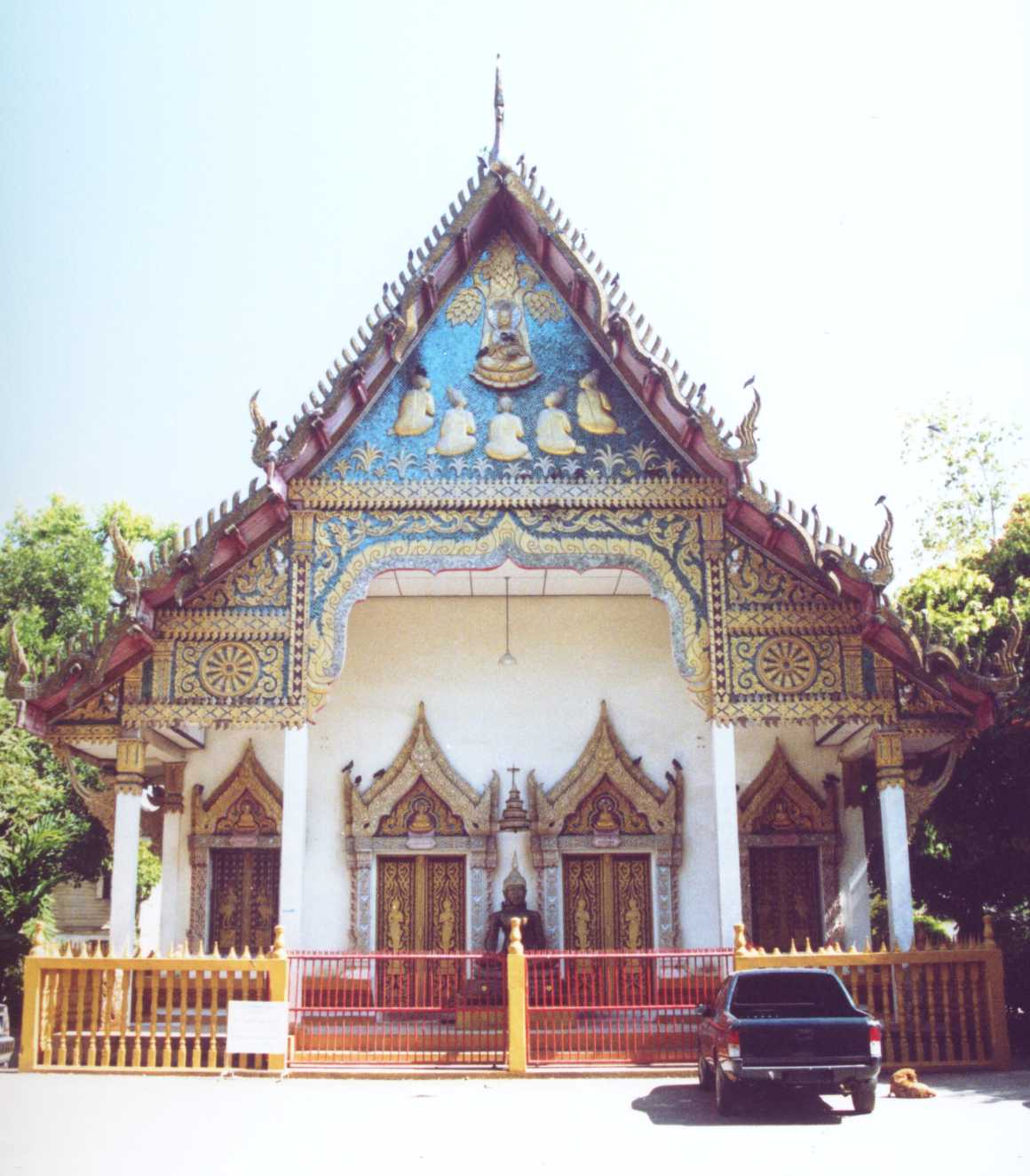
Wat Dai Dhammaram
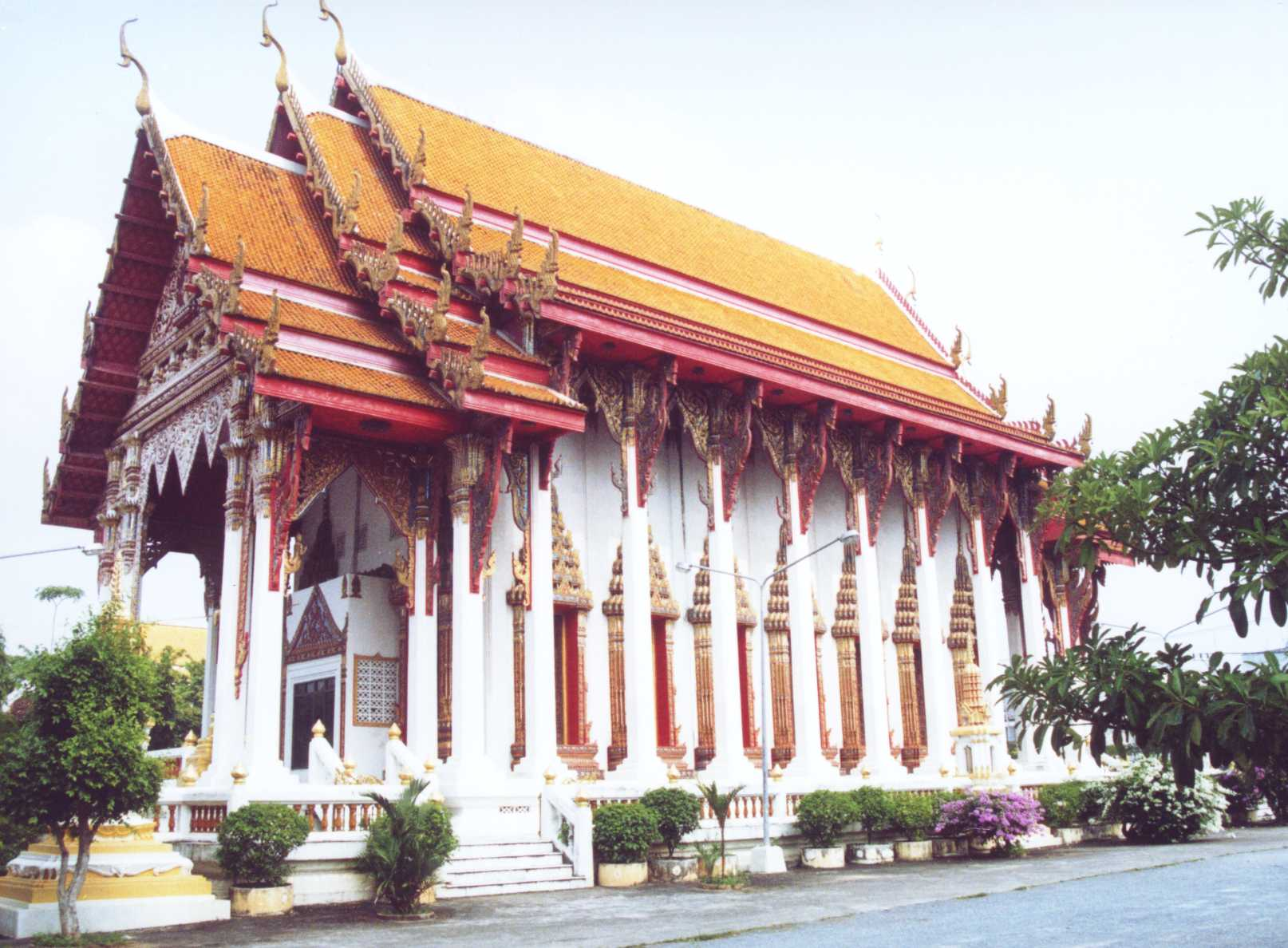
Wat Thammabucha
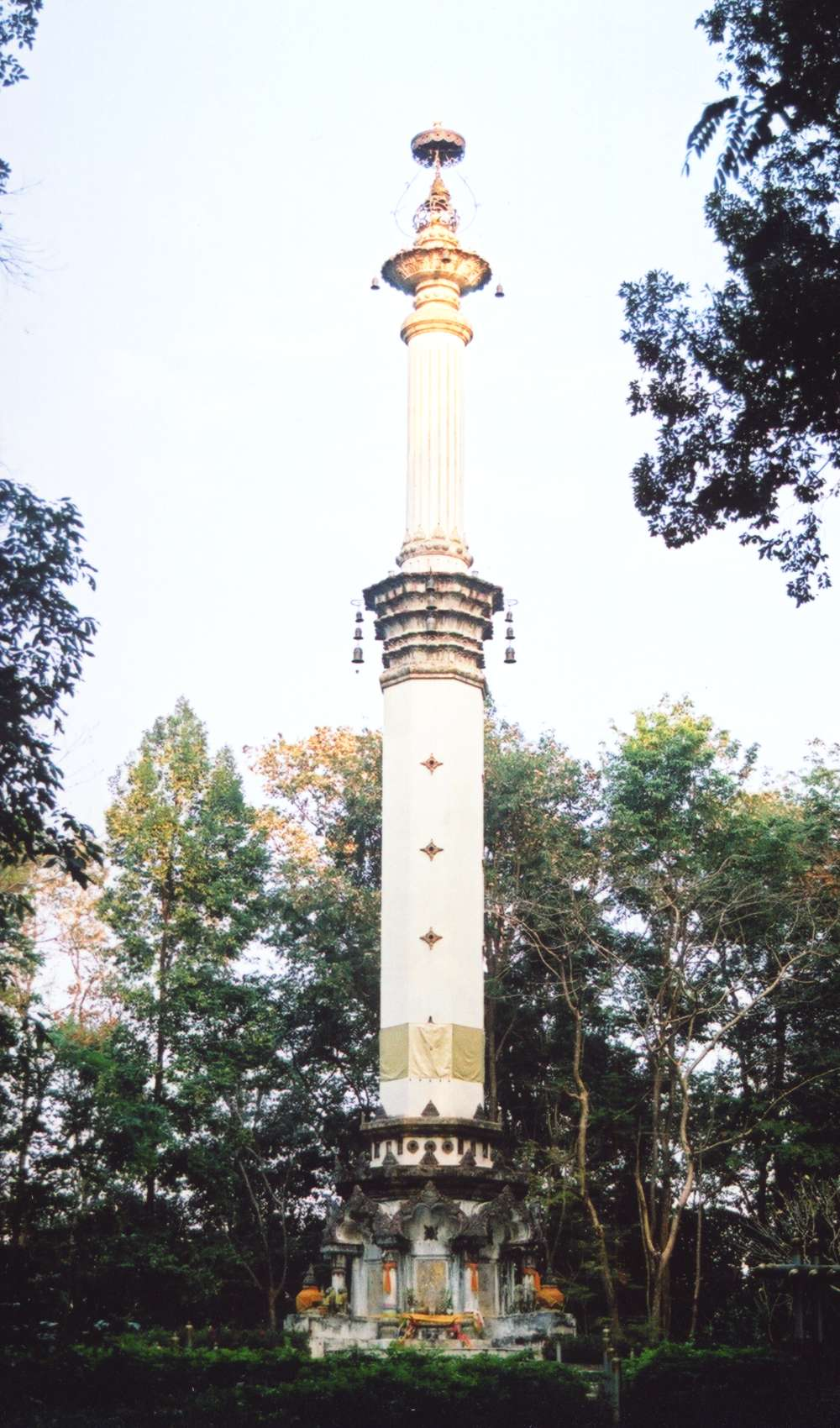
Si Surat-Stupa auf dem Khao Tha Phet
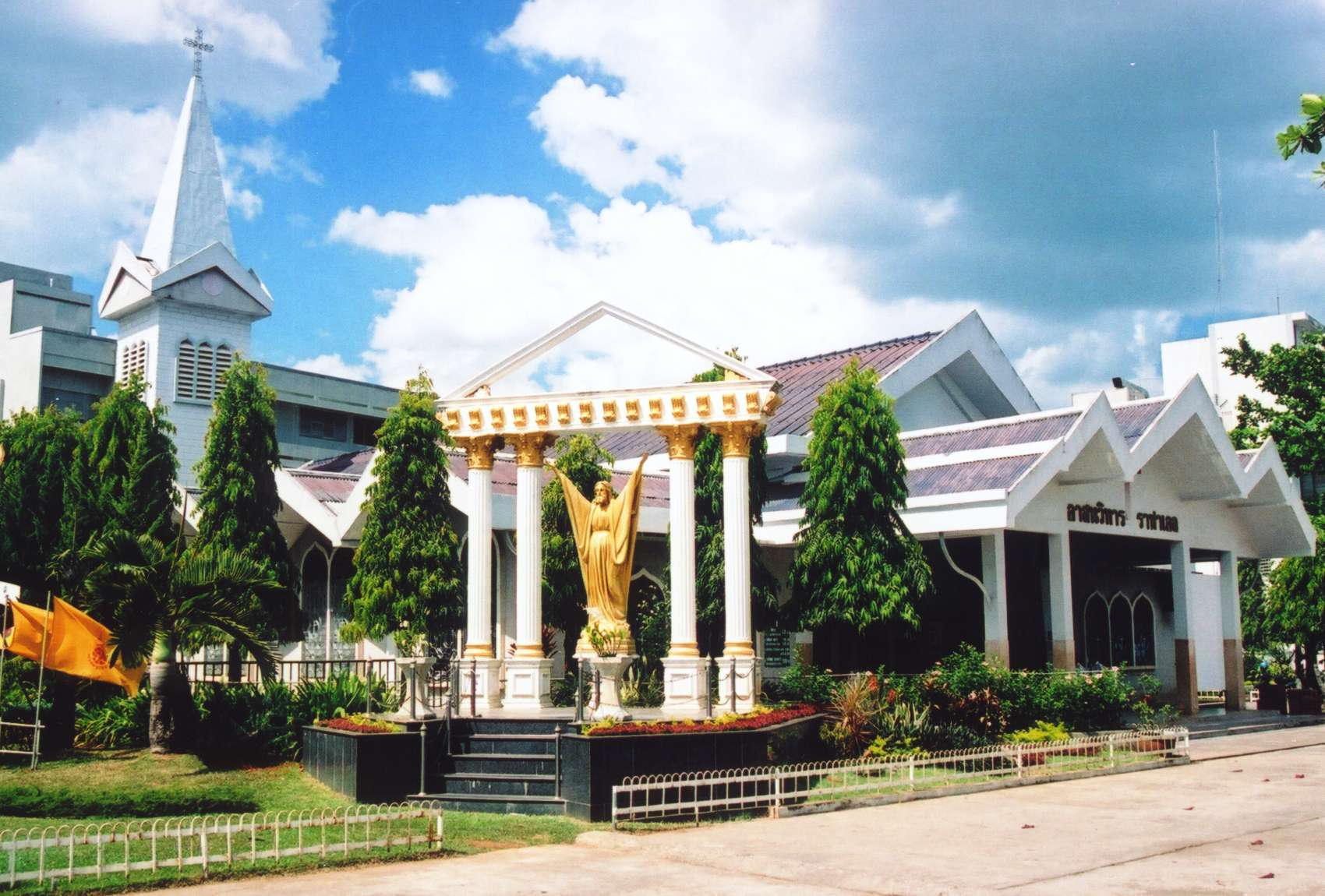
Katholische St.-Raphaels-Kathedrale
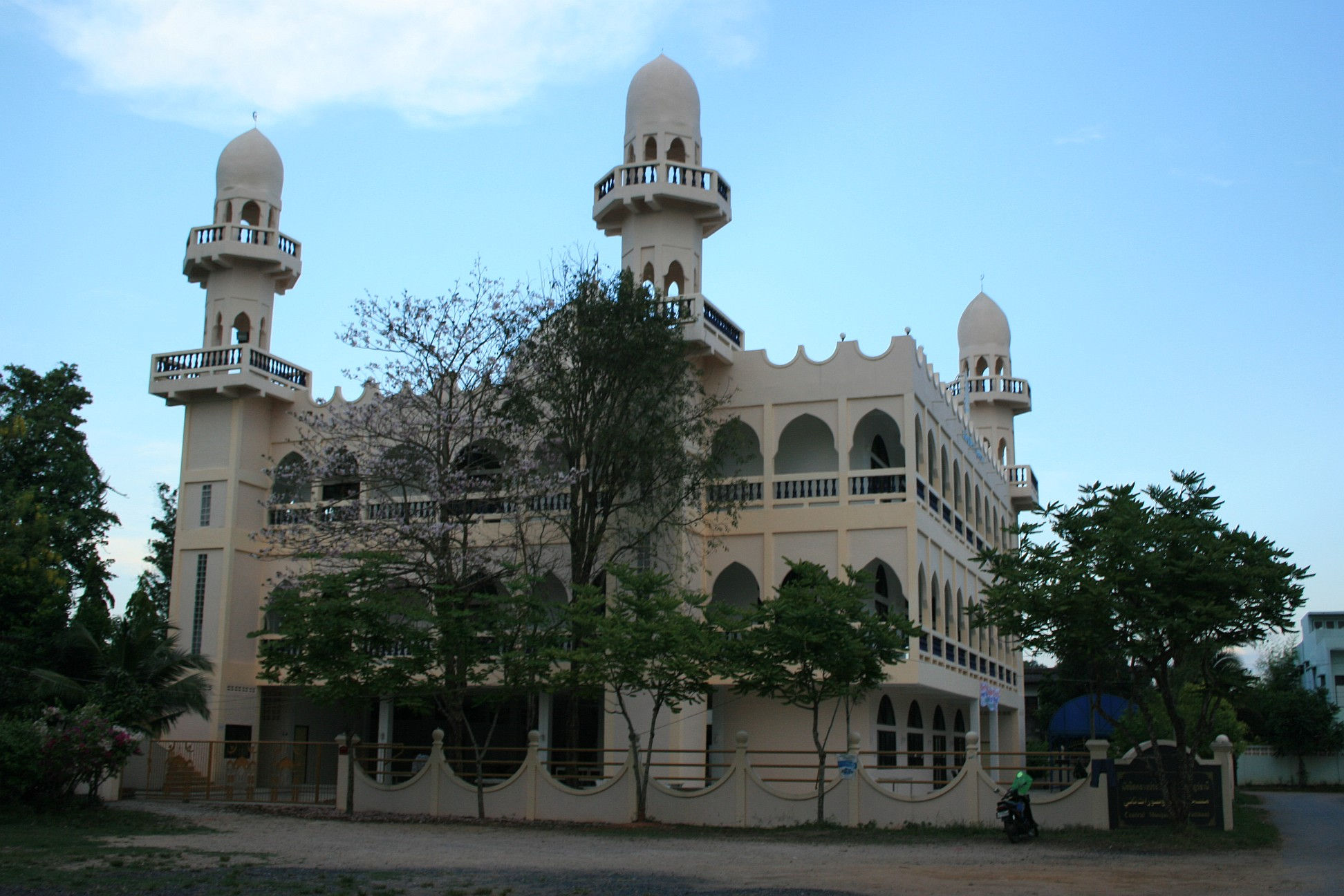
Moschee Surat Thani

## Persönlichkeiten
- Phanuwat Jinta (* 1987), Fußballspieler
- Kornprom Jaroonpong (* 1988), Fußballspieler
- Phuritad Jarikanon (* 1989), Fußballspieler
- Wutthipong Kerdkul (* 1987), Fußballspieler
- Supachai Komsilp (* 1980), Fußballspieler
- Ekkachai Rittipan (* 1990), Fußballspieler
- Wichaya Ganthong (* 1993), Fußballspieler
- Jirapong Meenapra (* 1993), Leichtathlet
- Subenrat Insaeng (* 1994), Diskuswerferin
- Supawan Thipat (* 1994), Leichtathletin
- Jariya Wichaidit (* 1996), Speerwerferin
- Kittiphong Khetpara (* 2002), Fußballspieler
- Yodsaphat Meekaew (* 2006), Fußballspieler